# Clarin, Bohol
Clarin là đô thị hạng 5 ở tỉnh Bohol, Philippines. Theo điều tra dân số năm 2007, đô thị này có dân số 18.871 người.

## Các đơn vị hành chính
Clarin về mặt hành chính được chia thành 24 khu phố (barangay).
| - Bacani - Bogtongbod - Bonbon - Bontud - Buacao - Buangan - Cabog - Caboy - Caluwasan - Candajec - Cantoyoc - Comaang | - Danahao - Katipunan - Lajog - Mataub - Nahawan - Poblacion Centro - Poblacion Norte - Poblacion Sur - Tangaran - Tontunan - Tubod - Villaflor |